# Bubona
Bubona was in de Romeinse religie de godin van de runderteelt. Ter ere van haar werden er afzonderlijke spelen gehouden, ludi Bubetii
Kleine beeldjes van de godin werden in niches in stallen geplaatst, en haar beeltenis werd vaak boven de kribbe geschilderd.

## Antieke bronnen
- Lucius Apuleius Madaurensis, Metamorphoses III 17.
- Augustinus van Hippo, De Civitate Dei IV 24, 34.
- Decimus Iunius Iuvenalis, Satirae VIII 157.
- Plinius maior, Historia Naturalis XVIII 3 § 12.